# هکتور نسپرال
هکتور نسپرال (انگلیسی: Héctor Nespral؛ زادهٔ ۸ فوریهٔ ۱۹۹۳) بازیکن فوتبال اهل اسپانیا است.